# Новый Урень
Но́вый У́рень — село в Ульяновском районе Ульяновской области.

## История
Село Новый Урень основано в 1801 году графом Христофором Сергеевичем Минихом на участке в 1697 дес. 1947 саж. земли, пожалованном ему в 1778 году Императрицей Екатериной II, когда он женился на одной из её фрейлин. Сюда он перевел из села Урено-Карлинского, Карсунского уезда, 102 муж. и 71 жен., и из деревни Малой Станичной 26 муж. и 14 жен., всего 32 двора. Впоследствии он купил у казны 383 дес. 1833 саж. пашни. Ему наследовала в 1816 году вдова, графиня Анна Андреевна с детьми. Одна из их дочерей вышла замуж за генерал-адъютанта Николая Александровича Исленьева и в приданое получила с. Новый Урень: 400 душ крестьян и 2400 дес. 1513 саж. земли. После смерти Исленьевых, и ввиду малолетства их наследников, имение поступило в заведование дворянской Опеки; которая продала 754 дес. 30 саж. тай. сов. И. П. Гулак-Артемовскому, строившему хутор в версте от села, а остальные 1668 дес. саж. отошли в крестьянский надел (усадебной 133 дес., пашни 450 дес. 561 саж. и выгону 85 дес.) на 405 душ. В 1903 году здесь 187 дворов (614 муж. и 643 жен.)
В 1859 году сельцо Новый Урень, по проселочному тракту из г. Симбирска в с. Старые Алгаши, находилось в 1-м стане Симбирского уезда Симбирской губернии.
В 1861 году село в составе Шумовской волости.
Школа открыта здесь в 1866 году.
В 1869 году в селе в честь Покрова Пресвятой Богородицы была возведена деревянная церковь. Церковь была построена за счёт средств местных крестьян. В строительстве принимал участие Александр Николаевич Рождественский, служивший затем священником в этой церкви.
В 1910 году, рядом с селом, было организовано Симбирское опытное поле Симбирского уездного земства с. Новый Урень Симбирского уезда Симбирской губернии. В 1924 году — Новоуренская районная сельскохозяйственная опытная станция Наркомата земледелия РСФСР. С 1945 по 1956 гг. — Новоуренская государственная селекционная станция Главного управления сельскохозяйственной пропаганды Министерства сельского хозяйства СССР. С 1956—1968 гг. — Ульяновская областная сельскохозяйственная опытная станция Главного управления сельскохозяйственной науки Министерства сельского хозяйства РСФСР пос. Опытной станции Ульяновского района Ульяновской области. С 1968 г. — посёлок Тимирязевский Ульяновской областной сельскохозяйственной опытной станции.
В 1930 году в селе был организован колхоз имени Свердлова.

## Население
| 2010 |
| ---- |
| 1065 |

В 1801 году 32 двора 128 муж. и 85 жен.;
В 1859 году в 104 дворах жило 394 муж. и 401 жен.;
В 1900 году в 210 дворах жило 673 м. и 735 ж.;
В 1903 году здесь 187 дворов (614 муж. и 643 жен.)

## Известные уроженцы
- Липатов, Александр Тихонович — советский и российский деятель науки, учёный-филолог.
- Захарычев, Михаил Васильевич — Герой Социалистического Труда[10].
- Рождественский, Константин Александрович — протоиерей Русской православной церкви.